# Indigofera lenticellata
Indigofera lenticellata är en ärtväxtart som beskrevs av William Grant Craib. Indigofera lenticellata ingår i släktet indigosläktet, och familjen ärtväxter. Inga underarter finns listade i Catalogue of Life.